# Gümse

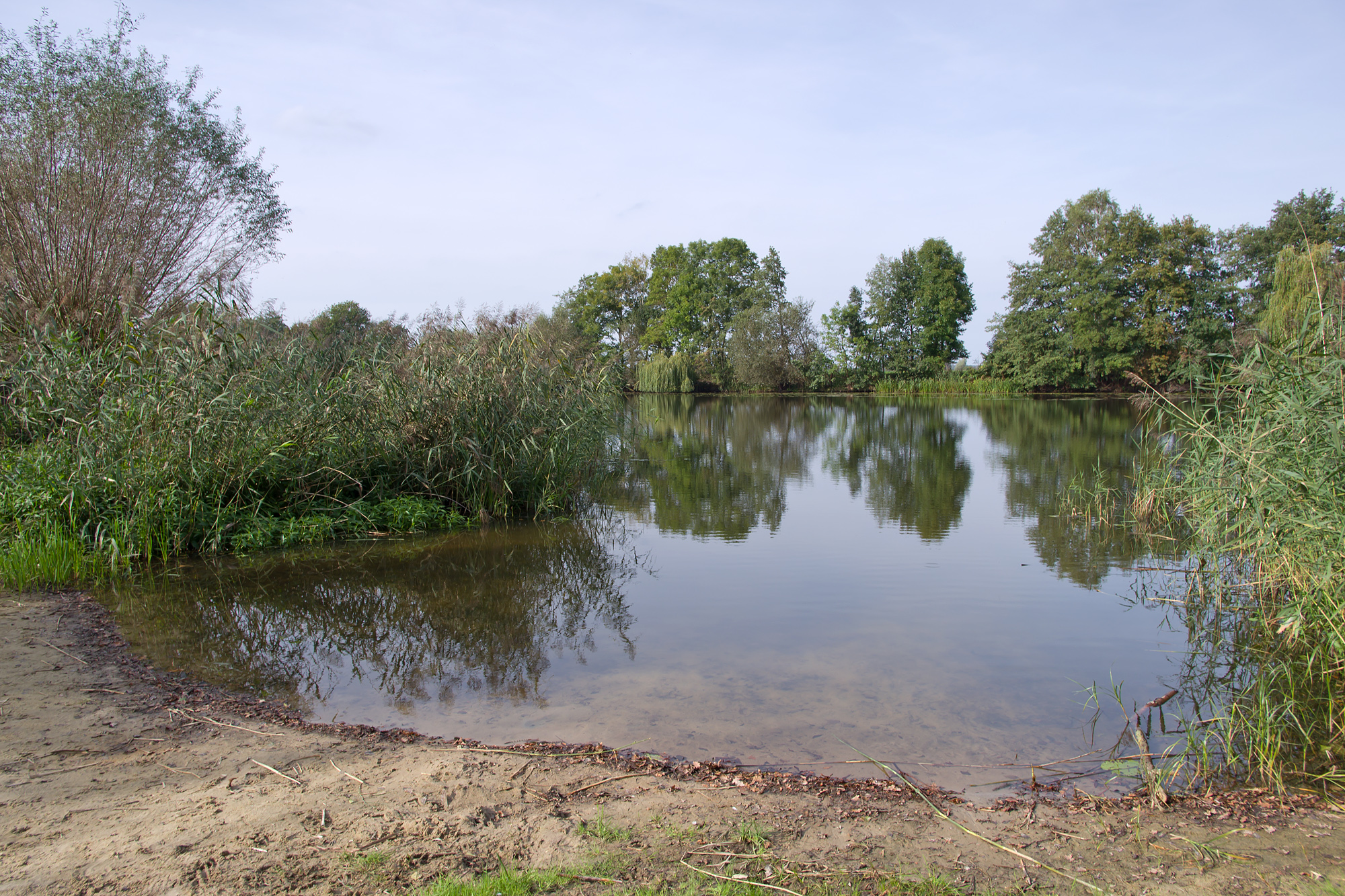
Gümser See mit Badestelle

Gümse  ist ein Ortsteil der Stadt Dannenberg (Elbe) in der Samtgemeinde Elbtalaue im Landkreis Lüchow-Dannenberg in Niedersachsen.
Das Dorf liegt 1,5 km nordöstlich vom Kernbereich von Dannenberg. Am nördlichen Ortsrand befindet sich der etwa zwei Kilometer lange und etwa 80 m breite Gümser See, der naturräumlich den Rand der Niederterrasse zur Elbaue markiert.

## Geschichte
Im 18. Jahrhundert war Gümse ein rundlingsartiges Platzdorf. Am See nördlich befand sich ein herrschaftliches Vorwerk (sog. „Schloss“), von dem heute noch zwei Fachwerkgebäude erhalten sind. Im frühen 19. Jahrhundert erfolgte eine Ausweitung nach Süden, im frühen 20. Jahrhundert eine zusätzliche Besiedlungsachse an einer west-östlich ausgerichteten Dorfstraße, die später vor allem in den 1970er-Jahren mit Einfamilienhäusern weiter bebaut wurde. Im alten Dorfkern sind noch mehrere giebelständige Hallenhäuser aus dem 18. und 19. Jahrhundert vorhanden.
Bis 1972 gehörte Gümse zu Breese in der Marsch. Am 1. Juli 1972 wurde Breese in der Marsch mit Gümse in die Stadt Dannenberg (Elbe) eingegliedert. 1974 zog die Werkstatt Rixdorfer Drucke von Berlin nach Gümse ins Wendland um.

## Persönlichkeiten
Der Künstler Uwe Bremer lebte seit 1971 in Gümse, jetzt in Berlin. Der Künstler Albert Schindehütte hat einige Jahre in Gümse gelebt. Der Schriftsteller Jan Peter Bremer, Sohn von Uwe Bremer, verbrachte einen Teil seiner Kindheit und seine Jugend in Gümse.